# Simon Ridge
Simon Ridge är en bergstopp i Antarktis. Den ligger i Östantarktis. Australien gör anspråk på området. Toppen på Simon Ridge är 1 671 meter över havet.
Terrängen runt Simon Ridge är huvudsakligen lite kuperad. Trakten är obefolkad. Det finns inga samhällen i närheten. 